# Fuglafjarðar kirkja
Fuglafjarðar kirkja er en kirke på Færøerne fra 1984 i Fuglafjørður på Eysturoy.
Den tilhører Færøernes folkekirke
Kirken er tegnet af Holger Jensen og opført i hvide sten med sort eternittag. Den er opført med lave vægge og høj rejsning. Ud mod fjorden er tre store vinduer adskilt af fire piller, der kan minde om stræbepiller. Mod nord er en lav bygning som sideskib. Gavlene går begge udad i en svag spids. Øverst i vestgavlen sidder et vindue med et sortmalet gitter i rombeform (stående på spidsen). Denne går igen i tårnet, der er opført lidt nordvest for kirkebygningen. 
Indvendig er kirkerummet åbent op til taget. Over alteret, som er af sorte sten, hænger et stort kors og på alteret står et kors af Bent Exner. Altertavlen fra den gamle kirke forstiller "Jesus i Betania" og er en kopi efter Bernhard Plockhorst. Det hænger nu andetsteds i kirken. Stolene står i lakeret lyst træ. 
Kirken har tre kirkeskibe. I forkirken står "Pilot" i en montre mens sluppen "Norðlýsið" og "Rødefjord" hænger under loftet i kirken. 
Prædikestolen har et femkantet understel, overdelen er tresidet. Døbefonten er af sort sten. 
En ældre kirkeklokke, støbt af Brødrene Løw & Søn i København i 1858, bruges ikke længere. Den nyere klokke er fra 1946, støbt til den gamle kirke af Jysk Jernstøberi i Brønderslev i 1946, med teksten: "Kom til mig".

## Historie
Den tidligere kirke som stod på samme sted, blev bygget engang i 1930'erne. Her lå tidligere en lille stenkirke opført 1871. Den var hvidkalket og havde fra begyndelsen græstag, der dog senere blev erstattet med malet bølgeblik. Da kirken blev istandsat i 1945 blev der opført et lille tårn i vestenden.